# Šavnik
Šavnik (srbsky Шавник) je město v severní části Černé Hory. Bylo založeno roku 1861. Je neoficiální střediskem regionu Drobnjaci pojmenovaného podle stejnojmenného srbského klanu.
Je centrem stejnojmenné opštiny s 2 947 obyvateli rozkládající se na 553 km². Samotné město má 570 obyvatel (údaj z roku 2003). Opština je vedle města tvořena také 27 dalšími vesnicemi.

## Sídla v opštině
| - Bare - Boan - Godijelji - Gornja Bijela - Gornja Bukovica - Grabovica - Dobra Sela - Donja Bijela - Donja Bukovica - Dubrovsko - Duži - Komarnica - Krnja Jela - Malinsko | - Miloševići - Mljetičak - Mokro - Petnjica - Pošćenje - Previš - Pridvorica - Provalija - Slatina - Strug - Timar - Tušina - Šavnik |